# Крайняцкие говоры

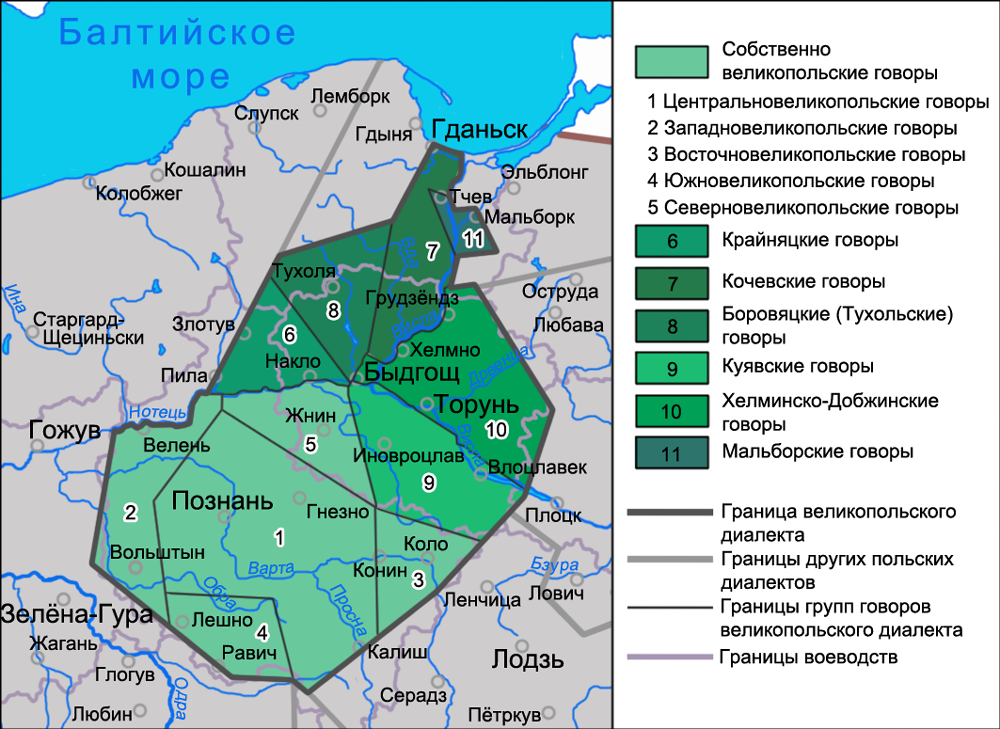
Крайняцкие говоры на карте великопольского диалекта

Крайня́цкие го́воры (пол. gwary  krajniackie, gwary krajeńskie) — говоры великопольского диалекта, распространённые в исторической области Крайна на северо-востоке Великопольского и северо-западе Куявско-Поморского воеводства.
Находящиеся в северо-западной части ареала великопольского диалекта на границе с южнокашубским диалектом крайняцкие вместе с размещёнными к востоку от них боровяцкими (тухольскими) говорами были охарактеризованы К. Ничем как переходные говоры от собственно великопольского типа к кашубскому. Наличие в крайняцких говорах ряда севернопольских диалектных черт отличает говоры Крайны от собственно великопольских говоров южной части ареала великопольского диалекта и сближает с говорами северной части ареала. В говорах разных районов Крайны отмечаются диалектные различия, связанные с бо́льшим распространением северновеликопольских (на северо-востоке) или собственно великопольских (на юго-западе) диалектных черт.

## Вопросы классификации
Территория распространения крайняцких говоров была включена в состав великопольского диалектного ареала уже в одной из первых классификаций польских диалектов, составленной К. Ничем и представленной на карте 1919 года. В классификации К. Нича, представленной в работе Wybór polskich tekstów gwarowych 1957 года, крайняцкие говоры рассматриваются как часть говоров собственно Великопольши (пол. Wielkopolska właściwa) в составе великопольского диалекта вместе с боровяцкими говорами, представляя отдельный диалектный регион — Крайна и Боры Тухольские, который сформировался в результате распространения великопольского диалектного типа в Поморье (пол. ekspansja na Pomorze (Krajna i Bory Tucholskie)). По мнению К. Нича автохтонным населением Крайны и Боров Тухольских были кашубы, которых позднее ассимилировали поляне.
В составе великопольского диалекта крайняцкие говоры рассматриваются также в классификациях польских диалектов С. Урбанчика (отдельно от собственно великопольского диалектного ареала) и К. Дейны.

Моника Грухманова (Monika Gruchmanowa) в третьем томе «Атласа языка и народной культуры Великой Польши» (Atlas języka i kultury ludowej Wielkopolski) 1967 года, как и К. Нич, включает говоры Крайны в состав собственно великопольского диалектного ареала. Мариан Куцала (Marian Kucała) в «Энциклопедии польского языка» (Encyklopedia języka polskiego) 1991 года отмечает крайняцкие говоры, как и С. Урбанчик, в составе великопольского диалекта отдельно от собственно великопольских говоров.
В каждой из классификаций великопольского диалекта отмечаются различия в очертаниях территории распространения крайняцких говоров.
Из двух основных языковых признаков, по которым К. Нич выделил великопольский диалект, для говоров Крайны характерно только отсутствием мазурения. Вместо типичного для великопольского диалекта звонкого типа межсловной фонетики в крайняцких говорах (исключая южные части ареала) распространён глухой тип. Однако отсутствие глухости в «сложных формах», таких как, например, jezdem (польск. литер. jestem «(я) есть»), говорит о том, что исконным типом межсловной фонетики для говоров Крайны был звонкий.

## Область распространения
Крайняцкие говоры распространены на северо-западе ареала великопольского диалекта. Они занимают территорию в северо-восточной части Великопольского и северо-западной части Куявско-Поморского воеводства, ограниченную линией от Пилы на восток через Накло до Быдгоща, от Быдгоща на северо-запад до Каменя-Краеньского и от него через Злотув на юго-запад до Пилы. Ареал крайняцких говоров совпадает с границами исторической области Крайна, названной по её окраинному положению относительно остальных средневековых польских земель в период правления Пястов.
С востока и северо-востока крайняцкие говоры граничат с боровяцкими (тухольскими) говорами, с юга — с северновеликопольскими (палуцкими) говорами. С северо-запада к крайняцким говорам примыкает территория распространения новых смешанных польских диалектов.

## Особенности говоров
Для крайняцких говоров характерно сочетание в их языковой системе западнонопольских и северновеликопольских диалектных черт, а также распространение собственных местных языковых особенностей:

### Западнопольские диалектные черты
К западнопольским диалектным чертам, характерным для собственно великопольских говоров, относят:
1. Отсутствие мазурения[23].
2. Дифтонгическое произношение гласных ā, ō, ŏ.
3. Переход начального vo в u̯o.

### Севернопольские диалектные черты
К севернопольским диалектным чертам, характерным для говоров мазовецкого диалекта, кашубского языка и говоров северной части ареала великопольского диалекта относят:
1. Распространение глухого типа сандхи, при отсутствии глухости в «сложных формах» (так называемый вторичный глухой тип): jezdem (польск. литер. jestem «(я) есть»), ńozem (литер. niosłem «(я) нёс») и т. п. В говорах южного части крайняцкого ареала отмечается звонкий тип сандхи[24].
2. Широкое произношение континуанта носового переднего ряда как ą и соответственно изменение e > a в группе ĕN: bądo (литер. będą «(они) будут»), v droga (литер. w drogę «в дорогу»), i̯edan (литер. jeden «один»), za lasam (литер. za lasem «за лесом») и т. п.
3. Отсутствие произношения континуанта носового заднего ряда на конце слова как сочетания um, om[25].
4. Переход начального ra- в re-: rek (литер. rak «рак»), redu̯o (литер. radło «соха») и т. п.[26]
5. Переход k’e, k’i, g’e, g’i > će, ći, ʒ́e ʒ́i, известный также и в кашубском языке: du̯uʒ́e (литер. długie «длинное», «длинные»), ʒ́ipći (литер. gibki «гибкий»).